# Brigade Marada
Ne doit pas être confondu avec Mouvement Marada.
La Brigade Marada, également connue sous le nom d'Armée de libération de Zgharta, était la branche paramilitaire du mouvement libanais Marada pendant la guerre du Liban. La milice a été créée en 1967 par le futur président du Liban Soleimane Frangié sous le nom de Brigade Marada (également traduite par Brigade Mardaite) sept ans avant le début de la guerre. La force était initialement commandée par le fils de Suleiman Frangieh, Tony Frangié. 
À la base membres du Front libanais aux côtés des Phalanges libanaises, des Gardiens des Cèdres et du Parti national-libéral, les Maradas ont fait défection après que le Front libanais ait décidé de lutter contre les Syriens en s'alliant avec Israël. Plus tard, les Forces libanaises ont assassiné environ 40 maradas dont leur leader et la quasi-totalité de sa famille.
Par la suite, les Maradas se sont alliés au Mouvement national libanais puis ont rejoint Front national libanais de la résistance qui combattaient les forces d'invasion israéliennes et les Forces libanaises.
Elle opérait principalement à partir de Tripoli et de Zgharta, mais elle combattait également à Beyrouth. La Brigade Marada a combattu diverses milices musulmanes et libanaises ainsi que les Forces libanaises et les Phalanges libanaises à Bsharri et Ehden.

## Origines
La branche militaire d'Al-Marada a été créée secrètement en 1967 et, au début de la guerre en avril 1975, elle ne comptait que 700 à 800 hommes armés d'armes à feu obsolètes acquises sur le marché noir. Elles ont été révélées pour la première fois le 17 août 1970 à Beyrouth, lorsque Tony Frangié s'est introduit de force dans le Parlement à la tête d'un groupe de miliciens armés afin d'assurer l'élection de son père à la présidence – une démarche illégale que les autorités officielles libanaises se sont révélées impuissantes à empêcher.

## Opinions politiques
Souvent décrit comme une organisation de gangsters de type mafieux plutôt que comme un véritable parti politique, Al-Marada/ZLA semble n'avoir jamais conçu de programme cohérent ni adhéré à une idéologie particulière. Bien que conservateurs dans leurs perspectives, partageant avec les autres partis chrétiens de droite des points de vue similaires concernant la présence militaire de l'Organisation de libération de la Palestine (OLP) au Liban et la préservation du statu quo politique d'avant-guerre dominé par les chrétiens, ils étaient généralement considérés de serviteurs féodaux tristement célèbres pour leur brutalité.
Après le Massacre d'Ehden perpétrés par des phalangistes, les Maradas ont attaqué les forces du Front Libanais en représailles et se sont par la suite alliés aux milices opposées à Bachir Gemayel et aux Forces libanaises. Les Maradas seront alliés aux forces syriennes tout au long de la guerre civile.

## Structure et organisation militaires
Structurée selon des lignes semi-conventionnelles en branches d'infanterie mécanisée, de «commando», de transmissions, de police médicale et militaire, la ZLA avait une orientation régionale distincte, son quartier général militaire était établi dans la petite ville d' Ehden près de Zgharta, où le ces derniers résidents y passent l'été. Bien que leur composition et leur structure de commandement soient majoritairement maronites, ils comprenaient un certain nombre de gréco-catholiques et de gréco-orthodoxes dans leurs rangs. Ils se sont d'abord alliés aux milices des autres partis chrétiens de droite – Forces de régulation des Kataeb (KRF), Milice des Tigres, Gardiens des Cèdres(GoC), Al-Tanzim , le Mouvement de la jeunesse libanaise (LYM) et l'équipe de commandos Tyous (TTC), opérant principalement à l'intérieur et à l'extérieur de Tripoli et d'autres régions du nord du Liban, étant principalement engagés dans la lutte contre les milices musulmanes locales, mais a également combattu à Beyrouth Est. Grâce au soutien secret fourni par l'armée libanaise, en janvier 1976, les rangs des milices contrôlées par Frangieh étaient passés à 2 400 soldats, un total comprenant 800 combattants à plein temps et 1 500 irréguliers. À son apogée, à la fin des années 1970, Al-Marada rassemblait quelque 3 500 hommes et femmes équipés d’armes légères modernes.

## Guerre du Liban
Au début de la guerre civile libanaise de 1975 à 1990, Tony Frangié crée une milice maronite, la Brigade Marada. La milice participe d'abord au Front libanais dans lequel elle s'allie avec les Forces libanaises (FL), coalition des milices chrétiennes. Début 1978, la brigade Marada quitte le Front libanais qui se détache de la Syrie pour se rapprocher d'Israël. Cette séparation envenime ses relations avec ses anciens alliés, notamment les Kataeb, et entraînera au mois de juin cette même année 1978 un raid des FL sur Zghorta et Ehden, bastions des Marada. Tony Frangié, sa femme Vera et sa fille Jihane ainsi que 35 personnes seront tués lors de cette attaque surprise contre 10 combattants du FL.
Soleimane Frangié, ancien président du Liban de 1970 à 1976, remplace son fils Tony à la tête de la Brigade Marada. Après la mort de Tony, la milice perd son influence. Elle est attaquée de tous les côtés : milices chrétiennes, milices musulmanes et PSNS. La ville de Zghorta se trouve à proximité de Bcharré (une place forte des FL), Tripoli (une place forte des milices sunnites) et Amioun (une place forte du PSNS).
Dans les mois qui ont suivi le massacre d'Ehden, les membres du clan Franjieh ont pu empêcher la destruction ou l'intégration de l'Armée de libération de Zgharta dans les Forces libanaises, qu'ils ont également réussi à expulser impitoyablement de la région de Koura à la fin des années 1970 a également kidnappé et massacré environ 100 membres du Parti des Phalanges libanaises et les a forcés à fuir ou à se cacher. 
Après 1978, les Maradas s'allient au Mouvement national libanais puis à la Syrie, et apporte même son soutien aux unités de l'armée syrienne dans l'est de Beyrouth contre les milices des Forces libanaises et de l'Armée du Liban libre pendant la Guerre de Cent Jours. En juillet 1983, ils rejoignirent également le Front national libanais de la résistance et, plus tard, au cours des années 1988-1990, ils soutinrent l'accord de Taëf, parrainé par la Syrie et le gouvernement intérimaire dirigé par le Premier ministre sunnite Salim el-Hoss contre le gouvernement du général Michel Aoun.
L'Armée de libération de Zgharta a pu poursuivre son activité grâce au soutien syrien. Bien que ses effectifs soient tombés à 1 600 combattants au milieu des années 1980, les Marada ont réussi à conserver les zones du nord qu’ils contrôlaient. Le 11 juillet 1984, l'Armée de libération de Zgharta s'est affrontée avec les forces du Parti social nationaliste syrien afin de contrôler les villages chrétiens de Kousba, Kafr Aqa, Basrma, Dhahr al-Ain et d'autres régions de Koura. L'Armée de libération de Zgharta a réussi à expulser les forces du PSNS et a exercé un contrôle social sur toute la région jusqu'à la fin de la guerre. Ils auraient également reçu un soutien secret de la 7e brigade de l'armée libanaise, forte de 1 700 hommes, basée à Jbeil, fidèle à l'ancien président Soleimane Frangié.
Marada reste allié de la Syrie tout au long de cette guerre, la famille Frangié étant très proche de la famille el-Assad. Frangié essayera de se faire réélire en 1988.

## Désintégration
À la fin de la guerre en octobre 1990, les forces Marada/Armée de libération de Zgharta à Beyrouth et dans le nord ont reçu en mars 1991 l'ordre de se démobiliser et de remettre les armes lourdes. Au début des années 1990, elle a été dissoute du statut de force militaire, puis elle est réapparue en tant qu'organisation politique légale sous le nom de Mouvement Marada, et l'Armée de libération de Zgharta n'a plus eu aucune activité.
En 2006, El-Marada n'est plus une "milice". Elle est devenue un parti politique. Elle est proche du Bloc de la résistance et du développement, avec entre autres le Hezbollah, Amal, le Parti social nationaliste syrien, et est alliée du Bloc du changement et de la réforme, celui de Michel Aoun.